# María Teresa Panchillo
María Teresa Panchillo Nekulwual es una poeta y activista política chilena de origen mapuche, que ha utilizado la poesía como instrumento político en la reterritorialización de las tierras mapuche.

## Biografía
María Teresa Panchillo nació en la comunidad Küyunko, comuna de Chol-Chol, Cautín, de la Región de la Araucanía, en 1958. Es una mujer poeta bilingüe mapudungún-español, además de una reconocida activista política que ha destinado su vida a la lucha por la recuperación del suelo mapuche. Actualmente reside en una comunidad de Traiguén, territorio Nagche.
Se ha desempeñado como comunicadora social en distintos programas radiales, tanto en castellano como en mapudungún. Además, ha realizado reportajes para el boletín titulado “El Toki”.

## Poesía
La poesía de María Teresa se centra en la esfera política, social y cultural de su entorno, junto a las problemáticas propias de la comunidad mapuche. Asimismo, su escritura es, de cierta forma, catalizadora y transformadora de una misma realidad, es decir, de la contingencia asociada a cuestiones ecológicas y políticas, tomando en cuenta las reivindicaciones históricas de la cultura mapuche.
Su poesía forma parte de una expresión particular que desde finales de la década de los noventa ha resurgido como un fenómeno en el ámbito cultural y político. Es por ello que a su trabajo se le considera como una construcción poética del territorio indígena con el afán de afianzar la memoria, la resistencia y la lucha histórica del pueblo mapuche contra el Estado chileno.

"Vendrán otros más fuertes por todas las tierras lejanas si continúan los daños ecológicos al planeta, al universo se cumplirán los sueños apocalípticos de lo ancianos sabios GVNE MAPU  saldrá de la tierra. A hacer justicia".
«Komple Mapu», María Teresa Panchillo Nekulwual (abril,1998)

En general, la poesía mapuche busca vincular la memoria mapuche con su territorio despojado, la naturaleza y fauna de la tierra, y la resistencia histórica de uno de los pueblos originarios más relevantes de la historia chilena y latinoamericana. Los pensamientos poéticos son ilustrados en los árboles, los animales, la montaña, la tierra, el mar, y toda representación simbólica de su entorno y creencia, que respalde la hegemonía y soberanía indígena, dando paso al entablar un debate y protesta política, ante el descontento por haber lidiado con el arrebato y usufructo de sus tierras nativas, y la aún no recuperación de ella, a pesar de la intensa contienda que han llevado.
María Teresa Panchillo y otros poetas de la etnia mapuche como Elicura Chihuailaf, Pascual Coña y Ramón Quichiyao han ayudado en la conservación de su cultura, al usar el arte de la poesía como un arma combativa, política y de resistencia. María Teresa hasta el día de hoy trabaja en su legado de mujer y artista luchadora y representativa, dejando un registro del discurso mapuche, en cuanto a su tradición, espiritualidad y amor por la naturaleza.

## Publicaciones y Antologías[3]
2004: Amulepe Tayiñ Mogen / Que nuestra vida continúe. España.
2006: Hilando en la memoria (Siete poetas mapuche). Editorial Cuarto Propio, Santiago.
2008: Antología de la poesía mapuche contemporánea. Kallfv Mapu (Tierra Azul). Ediciones Continente, Argentina.
2008: Antología de poesía indígena latinoamericana Los Cantos Ocultos. Ediciones LOM, Santiago.
2010: Antología poética de mujeres mapuche (Siglos XX-XXI). Kümedungun/Kümewirin.

## Premios y Participaciones
2001: Obtuvo el primer lugar en el Concurso de Poesía de los Pueblos Originarios en Lenguas Indígenas.
2012: Participó en el 22.º Festival Internacional de Poesía de Medellín.